# فکجور
فکجور، روستایی از توابع بخش چابکسر شهرستان رودسر در استان گیلان ایران است. چشمه دمکش در این روستا قراردارد که هرساله جمعیت زیادی از ان بازدید می‌کنند.  از محله های فکجور می‌توان به مزرعه و مرتع ولابسر، شمشاد محله، هلوکله، لمک، نقره کش، لات گوابر، میش سرا، پلت کله و تله سرا و ... نام برد. ییلاق فکجوریها در ارتفاعات و مراتع گیاور و جیردشتان قرار دارد.
تاریخ
در نیمه دوم دوران قاجار  (قبل تقسیمات کشوری ۱۳۱۶ و رضاشاه ۱۳۱۰ تا ۱۳۲۰) بلوک اوشیان به مرکزیت شیخ زاهدمحله  جزئی از ولایت رانکوه از حکومت رانکوه_ تنکابن بوده است. پس از تقسیمات کشوری ۱۳۱۶ به شهرستان شهسوار وقت  پیوست، سپس به شهرستان رشت و در نهایت در ۱۳۳۷ شهرستان رودسر رسید.  اسناد موجود  در دوره پهلوی اول نشان می‌دهند در روستاهای بلوک اوشیان املاک خرده مالکین در قریه های زیر نام برده شده است، در قریه های فکجور و دوگلسر و دوران محله به رهنما، احسانگر، فتح الهی ، محمدی و نیک روش و بانبَرستیاه یا مهدوی، نصرالهی و دیگران، در سرولات بلوکباشی (تقی‌پورکندسر)، غلامرضا و ذبیح الله ملکی، رحیم بابایی، اقاجان ابوالقاسمی، امان اله احمدزاده، محمد کهن،  در میانده و کندسر به سید هادی روحانی، میررضایی، نوربخش، ابوالحسن علی اکبری، تقی موقری، میراقاجانی، میرجعفری میانده و غیره اشاره شده. در شیخ زاهد محله به املاک، اسحاق حسن زاده، زاهدی، اقاجان حسین زاهد، رضازاده، صالحیان رودسری، سلیمان جیردشتانی، یحیی یحیی پور، غلامی زاهدی، رومانی رامسری، باروزنه و غیره اشاره شده.  و در قریه چابکسر به کاظم و عمران و عزیز معتمدچابکی،علی باباپور، سید محسن پیشوایی، غلامی چابک، محمدی چابک، میرمهدوی ، شریفی چابکی، یوسف‌زاده چابکی و غیره اشاره شده است. که به کشاورزی های زراعت برنج، باغ توت، مرکبات، چای و مراتع اشاره شده است و حتی حق شرب از رودخانه ها ، وجود چند آبدنگ یا آسیاب آبی در هر قریه درون اسناد با عمارات اشاره شده است. بهره کشی بویژه در املاک اختصاصی رضاشاه شدیدتر بود. دهقانان این املاک در واقع وابسته به زمین بودند. هیچ بنگاه محتاج به کارگر حق پذیرفتن دهقانانی که املاک اختصاصی را ترک میکردند، نداشت. حتی راه آهن ایران در بخش مازندران مجبور بود کارگرانی از نقاط دیگر ایران استخدام نماید. حتی در این بین اهالی سرولات و حومه ، چابکسر، میانده، کندسر و شیخ زاهد محله و فکجور را برای کار اجباری و بیگاری به تنکابن و نوشهر برده و در ساخت بندر، آباد کردن جنگل های مخروبه استفاده می‌شده است. این تصرفات و غصب گسترده اداره املاک اختصاصی نه‌تنها باعث تغییر ساختار مالکیتی منطقه شد، بلکه بر زندگی مردم محلی نیز تاثیرات عمیقی گذاشت. افراد بومی که پیش از این در باغات، مراتع و مزارع به کار مشغول بودند، تحت سیاست‌های رضا شاه به رعیت و باغبان املاک پهلوی تبدیل شدند. مناقشات بر سر املاک و اموال دربار، بحث در مورد این نکته بود که این املاک غصبی، اکنون در اختیار دولت به عنوان املاک واگذاری خالصجات باقی بماند یا به صاحبان پیشین آن بازگردد.

## جمعیت
این روستا در دهستان اوشیان قرار دارد و براساس سرشماری مرکز آمار ایران در سال ۱۳۸۵، جمعیت آن ۴۵۱ نفر (۱۲۸خانوار) بوده‌است.